# Гикнапс
Гикнапс, Гикнопс — возможно, узурпатор в Элимаиде в 162—161 годах до н. э.
О Гикнапсе известно из монет, найденных при раскопках в Сузах. По мнению Ж. Ле Райдера, воспроизведшего это имя, Гикнапс в качестве узурпатора властвовал в Элимаиде в течение 162—161 годов до н. э. — вскоре после смерти селевкидского царя Антиоха IV. По замечанию М. Р. Шайегана, открытие нумизматического материала с именем Окконапса (правил в 160-х годах до н. э.) заставило Райдера задуматься, не принадлежат ли ему ранее обнаруженные монеты, но дать однозначный ответ оказалось затруднительно.